# Johann von Goch
Johann von Goch (* um 1410 in Goch; † 28. März 1475 in Thabor bei Mecheln; auch genannt: Johann von Mecheln, Johann Pupper oder Capupper) war ein spätmittelalterlicher Theologe und gilt als Kirchenreformer.
Er gründete 1451 das Augustiner-Canonissen-Priorat Thabor bei Mecheln.
Seine Werke, die von Cornelius Grapheus ab 1520 herausgegeben wurden, werden zu den vorreformatorischen Schriften gezählt. Ausgehend von Augustinus, stand er den Vorstellungen der devotio moderna, dem Nominalismus und den Brüdern vom gemeinsamen Leben nahe und kritisierte die Vorstellung der Werkgerechtigkeit (meritum de condigno) zugunsten eines von Gottes freier Annahme abhängigen Billigkeitsverdienst (meritum de congruo). Seine Theologie ist mit der Kurzformel „Von Gott, durch Gott, zu Gott“ charakterisiert worden.

## Schriften
- De libertate christiana 1473 (Druck 1521)
- De quattuor erroribus circa legem evangelicalm exortis (Druck 1523)
- De votis et de religionibus facticiis